# Diferencia entre dos números primos consecutivos
| En este artículo se utiliza la notación matemática técnica para los logaritmos. Todas las instancias de log(x) sin una base de subíndice deben interpretarse como un logaritmo natural, también escrito comúnmente como ln(x) o loge(x). |

Función de densidad de probabilidad del espacio entre primos consecutivos para los números primos hasta 1 millón. Los picos se producen en los múltiplos de 6.

Se define la diferencia entre dos números primos consecutivos, o de forma más compacta, el espacio entre primos consecutivos o el hueco entre primos consecutivos, como la separación existente entre dos números primos sucesivos. El n-ésimo espacio entre primos consecutivos, denotado como gn o g(pn), es la diferencia entre el (n + 1)-ésimo y el n-ésimo número primo, es decir,
{\displaystyle g_{n}=p_{n+1}-p_{n}.\ }
Se tiene que g1 = 1, g2 = g3 = 2 y g4 = 4. La sucesión entera (gn) de los espacios entre números primos consecutivos ha sido ampliamente estudiada, aunque muchas cuestiones y conjeturas en las que interviene siguen sin respuesta.
Los primeros 60 espacios entre primos consecutivos son:
1, 2, 2, 4, 2, 4, 2, 4, 6, 2, 6, 4, 2, 4, 6, 6, 2, 6, 4, 2, 6, 4, 6, 8, 4, 2, 4, 2, 4, 14, 4, 6, 2, 10, 2, 6, 6, 4, 6, 6, 2, 10, 2, 4, 2, 12, 12, 4, 2, 4, 6, 2, 10, 6, 6, 6, 2, 6, 4, 2, ... (sucesión A001223 en OEIS).
Por la definición de gn, cada número primo puede escribirse como
{\displaystyle p_{n+1}=2+\sum _{i=1}^{n}g_{i}.}

## Observaciones simples
El primer, más pequeño y único hueco entre primos impar es el hueco de tamaño 1 entre 2, el único número primo par, y 3, el primer primo impar. Todos los demás huecos entre primos son pares. Solo hay un par de huecos consecutivos de longitud 2: los huecos g2 y g3 entre los primos 3, 5 y 7.
Para cualquier número entero n, el factorial n! es el producto de todos los números enteros positivos hasta n inclusive. Entonces, en la sucesión
{\displaystyle n!+2,\;n!+3,\;\ldots ,\;n!+n}
el primer término es divisible por 2, el segundo término es divisible por 3, y así sucesivamente. Por lo tanto, forman una sucesión de n − 1 números enteros compuestos consecutivos, y debe pertenecer a un espacio entre primos que tenga un valor de al menos n. De ello se deduce que hay huecos entre primos consecutivos que son arbitrariamente grandes, es decir, para cualquier número entero N, hay un número entero m tal que gm ≥ N.
Sin embargo, los huecos entre primos consecutivos de valor n pueden presentarse en números mucho más pequeños que n!. Por ejemplo, el primer espacio entre primos consecutivos mayor que 14 aparece entre los primos 523 y 541, mientras que 15! es un número mucho más grande (1.307.674.368.000).
El hueco promedio entre primos consecutivos aumenta de igual forma que el logaritmo natural de estos primos, y por lo tanto la razón del hueco entre primos y los primos involucrados disminuye (y tiende asintóticamente a cero). Esto es una consecuencia del teorema de los números primos. Desde un punto de vista heurístico, se espera que la probabilidad de que la razón de la longitud del espacio con respecto al logaritmo natural sea mayor o igual que un número positivo fijo k sea e−k. En consecuencia, la razón puede ser arbitrariamente grande. De hecho, la razón del hueco con respecto al número de dígitos de los enteros involucrados aumenta sin límite. Esto es una consecuencia de un resultado de Westzynthius.
En la dirección opuesta, la conjetura de los números primos gemelos postula que gn= 2 para una cantidad infinita de enteros n.

## Resultados numéricos
Normalmente, la razón de {\textstyle {\frac {g_{n}}{\ln(p_{n})}}} se denomina mérito del espacio entre primos gn. De manera informal, el mérito de un espacio entre primos gn puede considerarse como la razón del tamaño del espacio entre primos en comparación con los tamaños promedio de los espacios primos en la vecindad de pn.
El espacio entre primos más grande conocido con extremos primos probables identificados tiene una longitud de 16.045.848, con primos probables de 385.713 dígitos y mérito M = 18.067, encontrado por Andreas Höglund en marzo de 2024. El mayor valor conocido de un espacio entre primos con primos probados como extremos tiene un valor de 1.113.106 y un mérito de 25,90, con primos de 18.662 dígitos encontrados por P. Cami, M. Jansen y J. K. Andersen.
Es septiembre de 2022, el mayor valor de mérito conocido y el primero con mérito superior a 40, según lo descubierto por la red Gapcoin, es 41,93878373, con el primo de 87 dígitos. El valor del espacio entre primos entre este y el siguiente primo es 8350.
| Mérito    | gn    | Dígitos | pn                            | Fecha | Descubridor   |
| --------- | ----- | ------- | ----------------------------- | ----- | ------------- |
| 41,938784 | 08350 | 0087    | véase párrafo anterior        | 2017  | Gapcoin       |
| 39,620154 | 15900 | 0175    | 3483347771 × 409#/0030 − 7016 | 2017  | Dana Jacobsen |
| 38,066960 | 18306 | 0209    | 0650094367 × 491#/2310 − 8936 | 2017  | Dana Jacobsen |
| 38,047893 | 35308 | 0404    | 0100054841 × 953#/0210 − 9670 | 2020  | Seth Troisi   |
| 37,824126 | 08382 | 0097    | 0512950801 × 229#/5610 − 4138 | 2018  | Dana Jacobsen |

La razón de Cramér–Shanks–Granville es la razón de gn / (ln(pn))2. Si se descartn los valores anómalamente altos de la razón para los primos 2, 3, 7, entonces el mayor valor conocido de esta razón es 0,9206386 para el primo 1693182318746371. Otros términos del registro se pueden encontrar en A111943.
Se dice que gn es un espacio máximo, si gm < gn para todo m < n. Desde octubre de 2024, el espacio máximo entre primos más grande conocido tiene una longitud de 1676, y fue hallado por Brian Kehrig. Es el 83º espacio máximo entre primos consecutivos, y se encuentra después del primo 20733746510561442863. Otros tamaños de espacio (máximos) de registro se pueden encontrar en A005250, con los primos correspondientes pn en A002386, y los valores de n en A005669. Se supone que la sucesión de espacios máximos hasta el primo {\displaystyle n} tiene aproximadamente {\displaystyle 2\ln n} términos.
| #  | gn  | pn          |
| -- | --- | ----------- |
| 1  | 1   | 2           |
| 2  | 2   | 3           |
| 3  | 4   | 7           |
| 4  | 6   | 23          |
| 5  | 8   | 89          |
| 6  | 14  | 113         |
| 7  | 18  | 523         |
| 8  | 20  | 887         |
| 9  | 22  | 1.129       |
| 10 | 34  | 1.327       |
| 11 | 36  | 9.551       |
| 12 | 44  | 15.683      |
| 13 | 52  | 19.609      |
| 14 | 72  | 31.397      |
| 15 | 86  | 155.921     |
| 16 | 96  | 360.653     |
| 17 | 112 | 370.261     |
| 18 | 114 | 492.113     |
| 19 | 118 | 1.349.533   |
| 20 | 132 | 1.357.201   |
| 21 | 148 | 2.010.733   |
| 22 | 154 | 4.652.353   |
| 23 | 180 | 17.051.707  |
| 24 | 210 | 20.831.323  |
| 25 | 220 | 47.326.693  |
| 26 | 222 | 122.164.747 |
| 27 | 234 | 189.695.659 |
| 28 | 248 | 191.912.783 |

| #  | gn  | pn                 |
| -- | --- | ------------------ |
| 29 | 250 | 387.096.133        |
| 30 | 282 | 436.273.009        |
| 31 | 288 | 1.294.268.491      |
| 32 | 292 | 1.453.168.141      |
| 33 | 320 | 2.300.942.549      |
| 34 | 336 | 3.842.610.773      |
| 35 | 354 | 4.302.407.359      |
| 36 | 382 | 10.726.904.659     |
| 37 | 384 | 20.678.048.297     |
| 38 | 394 | 22.367.084.959     |
| 39 | 456 | 25.056.082.087     |
| 40 | 464 | 42.652.618.343     |
| 41 | 468 | 127.976.334.671    |
| 42 | 474 | 182.226.896.239    |
| 43 | 486 | 241.160.624.143    |
| 44 | 490 | 297.501.075.799    |
| 45 | 500 | 303.371.455.241    |
| 46 | 514 | 304.599.508.537    |
| 47 | 516 | 416.608.695.821    |
| 48 | 532 | 461.690.510.011    |
| 49 | 534 | 614.487.453.523    |
| 50 | 540 | 738.832.927.927    |
| 51 | 582 | 1.346.294.310.749  |
| 52 | 588 | 1.408.695.493.609  |
| 53 | 602 | 1.968.188.556.461  |
| 54 | 652 | 2.614.941.710.599  |
| 55 | 674 | 7.177.162.611.713  |
| 56 | 716 | 13.829.048.559.701 |

| #  | gn    | pn                         |
| -- | ----- | -------------------------- |
| 57 | 766   | 19.581.334.192.423         |
| 58 | 778   | 42.842.283.925.351         |
| 59 | 804   | 90.874.329.411.493         |
| 60 | 806   | 171.231.342.420.521        |
| 61 | 906   | 218.209.405.436.543        |
| 62 | 916   | 1.189.459.969.825.483      |
| 63 | 924   | 1.686.994.940.955.803      |
| 64 | 1.132 | 1.693.182.318.746.371      |
| 65 | 1.184 | 43.841.547.845.541.059     |
| 66 | 1.198 | 55.350.776.431.903.243     |
| 67 | 1.220 | 80.873.624.627.234.849     |
| 68 | 1.224 | 203.986.478.517.455.989    |
| 69 | 1.248 | 218.034.721.194.214.273    |
| 70 | 1.272 | 305.405.826.521.087.869    |
| 71 | 1.328 | 352.521.223.451.364.323    |
| 72 | 1.356 | 401.429.925.999.153.707    |
| 73 | 1.370 | 418.032.645.936.712.127    |
| 74 | 1.442 | 804.212.830.686.677.669    |
| 75 | 1.476 | 1.425.172.824.437.699.411  |
| 76 | 1.488 | 5.733.241.593.241.196.731  |
| 77 | 1.510 | 6.787.988.999.657.777.797  |
| 78 | 1.526 | 15.570.628.755.536.096.243 |
| 79 | 1.530 | 17.678.654.157.568.189.057 |
| 80 | 1.550 | 18.361.375.334.787.046.697 |
| 81 | 1.552 | 18.470.057.946.260.698.231 |
| 82 | 1.572 | 18.571.673.432.051.830.099 |
| 83 | 1.676 | 20.733.746.510.561.442.863 |

## Resultados adicionales

### Límites superiores
El postulado de Bertrand, demostrado en 1852, establece que siempre hay un número primo entre k y 2k, por lo que en particular pn +1 < 2pn, lo que significa que gn < pn .
El teorema de los números primos, demostrado en 1896, dice que la longitud media del hueco entre un primo p y el primo siguiente se aproximará asintóticamente a ln(p), el logaritmo natural de p, para primos suficientemente grandes. La longitud real del hueco puede ser mucho mayor o menor que este valor. Sin embargo, se puede deducir del teorema de los números primos que los huecos se hacen arbitrariamente más pequeños en proporción a los primos: el cociente
{\displaystyle \lim _{n\to \infty }{\frac {g_{n}}{p_{n}}}=0.}
en otras palabras (por la definición de límite), para cada {\displaystyle \epsilon >0}, hay un número {\displaystyle N} tal que para todo {\displaystyle n>N}
{\displaystyle g_{n}<p_{n}\epsilon }.
Hoheisel (1930) fue el primero en demostrar la existencia de una dependencia sublineal, y que por lo tanto también existe una constante θ < 1 tal que
{\displaystyle \pi (x+x^{\theta })-\pi (x)\sim {\frac {x^{\theta }}{\log(x)}}{\text{as}}x\to \infty ,}
demostrando por lo tanto que
{\displaystyle g_{n}<p_{n}^{\theta },}
para un n suficientemente grande.
Hoheisel obtuvo el valor posible de 32999/33000 para θ, mejorado a 249/250 por Heilbronn, y a θ = 3/4 + ε, para cualquier ε > 0, por Chudakov.
Una mejora importante se debe a Ingham, quién demostró que para alguna constante positiva c,
si {\displaystyle \zeta (1/2+it)=O(t^{c})} entonces {\displaystyle \pi (x+x^{\theta })-\pi (x)\sim {\frac {x^{\theta }}{\log(x)}}} para cualquier {\displaystyle \theta >(1+4c)/(2+4c).}
Aquí, O se refiere a la notación de la O mayúscula, ζ denota la función zeta de Riemann y π hace referencia a la función contador de números primos. Sabiendo que cualquier c > 1/6 es admisible, se obtiene que θ puede ser cualquier número mayor que 5/8.
Una consecuencia inmediata del resultado de Ingham es que siempre hay un número primo entre n3 y (n + 1)3, si n es suficientemente grande. La hipótesis de Lindelöf implicaría que la fórmula de Ingham es válida para cualquier número positivo c. Pero incluso esto no sería suficiente para implicar que hay un número primo entre n2 y (n + 1)2 para n suficientemente grande (véase la conjetura de Legendre). Para verificar esto, se necesitaría un resultado más sólido como la conjetura de Cramér.
Huxley en 1972 mostró que se puede elegir θ = 7/12 = 0.58.
Un resultado, debido a Baker, Harman y Pintz en 2001, muestra que θ puede tomarse como 0,525.
Lo anterior describe los límites de todos los huecos. Otro aspecto de interés es el tamaño mínimo del hueco. La conjetura de los primos gemelos afirma que siempre hay más huecos de tamaño 2, pero sigue sin demostrarse. En 2005, Daniel Goldston, János Pintz y Cem Yıldırım demostraron que
{\displaystyle \liminf _{n\to \infty }{\frac {g_{n}}{\log p_{n}}}=0}
y dos años después mejoraron este resultado a
{\displaystyle \liminf _{n\to \infty }{\frac {g_{n}}{{\sqrt {\log p_{n}}}(\log \log p_{n})^{2}}}<\infty .}
En 2013, Yitang Zhang demostró que
{\displaystyle \liminf _{n\to \infty }g_{n}<7\cdot 10^{7},}
lo que significa que hay un número infinito de huecos que no superan los 70 millones. El trabajo colaborativo Polymath Project para optimizar el límite de Zhang logró reducir el límite a 4680 el 20 de julio de 2013. En noviembre de 2013, James Maynard introdujo un nuevo refinamiento del tamiz GPY, lo que le permitió reducir el límite a 600 y también demostrar que los huecos entre primos separados por m están acotados para todos los m. Es decir, para cualquier m existe un límite Δm tal que pn+m − pn ≤ Δm para una cantidad infinita de n. Usando las ideas de Maynard, el proyecto Polymath mejoró el límite a 246; asumiendo la conjetura de Elliott–Halberstam y su forma generalizada, el límite se ha reducido a 12 y 6, respectivamente.

### Límites inferiores
En 1931, Erik Westzynthius demostró que los huecos primos máximos crecen más que logarítmicamente. Es decir,
{\displaystyle \limsup _{n\to \infty }{\frac {g_{n}}{\log p_{n}}}=\infty .}
En 1938, Robert Rankin demostró la existencia de una constante c > 0 tal que la desigualdad
{\displaystyle g_{n}>{\frac {c\ \log n\ \log \log n\ \log \log \log \log n}{(\log \log \log n)^{2}}}}
se cumple para infinitos valores de n, mejorando los resultados de Westzynthius y Paul Erdős. Posteriormente demostró que se puede tomar cualquier constante c < eγ, donde γ es la constante de Euler-Mascheroni. El valor de la constante c se mejoró en 1997 a cualquier valor menor que 2eγ.
Paul Erdős ofreció un premio de 10.000 dólares por una demostración o refutación de que la constante c en la desigualdad anterior puede tomarse arbitrariamente grande. Ford–Green–Konyagin–Tao y, de forma independiente, James Maynard demostraron que esto era correcto en 2014.
El resultado fue mejorado aún más a
{\displaystyle g_{n}>{\frac {c\ \log n\ \log \log n\ \log \log \log \log n}{\log \log \log n}}}
para una cantidad infinita de valores de n por Ford–Green–Konyagin–Maynard–Tao.
Dando continuidad al espíritu del premio original de Erdős, Terence Tao ofreció 10.000 dólares por una prueba de que c puede tomarse arbitrariamente grande en esta desigualdad.
También se han determinado límites inferiores para cadenas de primos.

## Conjeturas sobre huecos entre primos

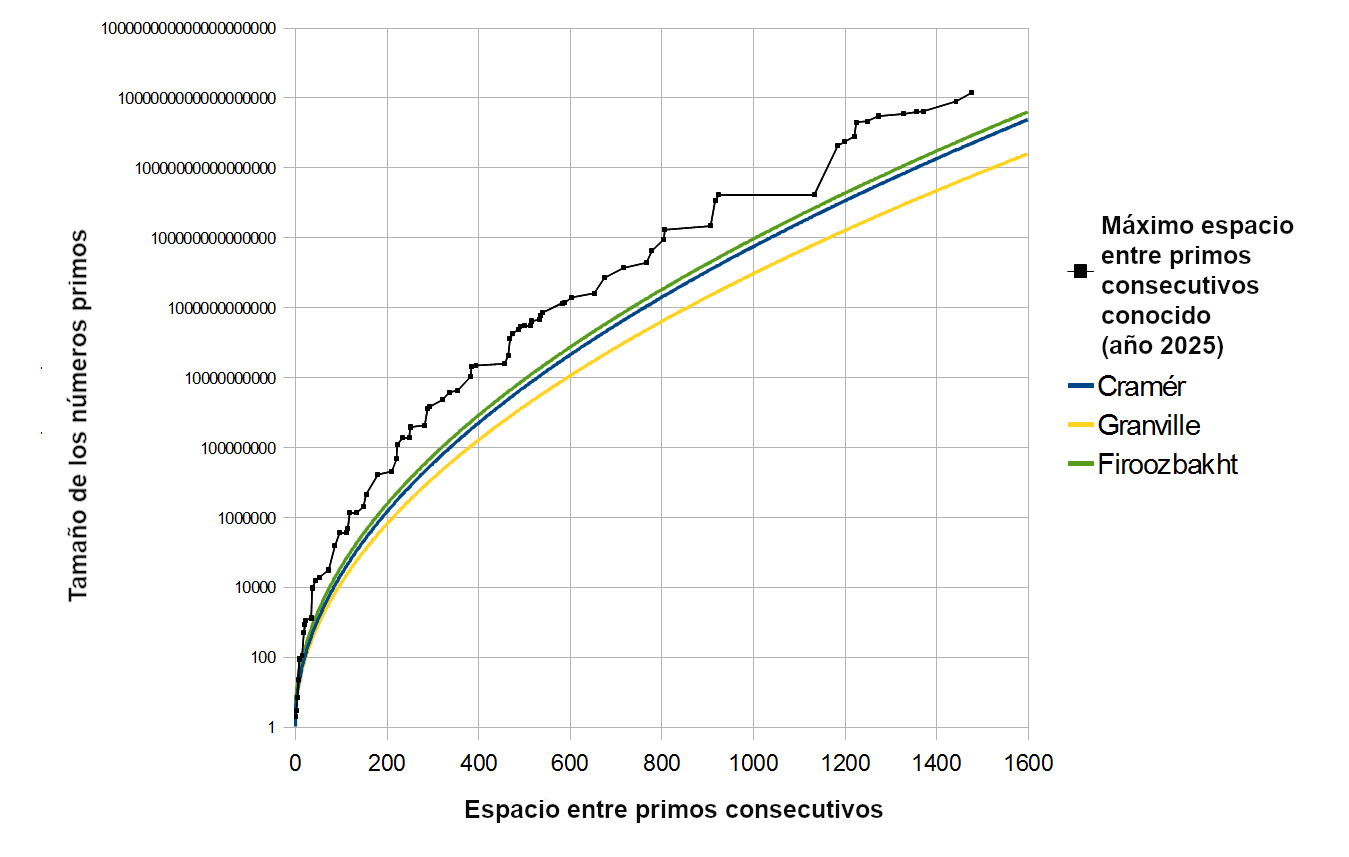
Función espacio entre primos

Como ya se ha comentado, el mejor límite probado para los tamaños de huecos es {\displaystyle g_{n}<p_{n}^{0.525}} (para {\displaystyle n} suficientemente grande, sin tenerse en consideración los valores {\displaystyle 5-3>3^{0.525}} o {\displaystyle 29-23>23^{0.525}}), pero se observa que incluso los huecos máximos son significativamente más pequeños, lo que lleva a una plétora de conjeturas no probadas.
El primer grupo plantea la hipótesis de que el exponente se puede reducir a {\displaystyle \theta =0.5}.
La conjetura de Legendre, que afirma que siempre existe un primo entre cuadrados perfectos sucesivos implica que {\displaystyle g_{n}=O({\sqrt {p_{n}}})}. La conjetura de Andrica afirma que
{\displaystyle g_{n}<2{\sqrt {p_{n}}}+1.}
La conjetura de Oppermann hace la afirmación más fuerte de que, para {\displaystyle n} suficientemente grande (probablemente {\displaystyle n>30}),
{\displaystyle g_{n}<{\sqrt {p_{n}}}.}
Todas estas conjeturas siguen sin demostrarse. Harald Cramér se acercó, demostrando que la hipótesis de Riemann implica que la brecha gn satisface que
{\displaystyle g_{n}=O({\sqrt {p_{n}}}\log p_{n}),}
utilizando la cota superior asintótica. De hecho, este resultado solo necesita la hipótesis de Lindelöf más débil, si se puede aceptar un exponente infinitesimalmente mayor.)
En el mismo artículo, conjeturó que los espacios primos son mucho más pequeños. En términos generales, la conjetura de Cramér afirma que
{\displaystyle g_{n}=O\!\left((\log p_{n})^{2}\right)\!,}
una tasa de crecimiento polilogarítmico más lenta que cualquier exponente {\displaystyle \theta >0}.
Como esto coincide con la tasa de crecimiento observada de los huecos primos, se han formulado varias conjeturas similares. La conjetura de Firoozbakht es ligeramente más fuerte, y afirma que {\displaystyle p_{n}^{1/n}\!} es una función monótona de n, es decir,
{\displaystyle p_{n+1}^{1/(n+1)}\!<p_{n}^{1/n}{\text{for all}}n\geq 1.}
Si esta conjetura fuera cierta, entonces {\displaystyle g_{n}<(\log p_{n})^{2}-\log p_{n}-1{\text{for all}}n>9.} Implica una forma fuerte de la conjetura de Cramér, pero es inconsistente con las consideraciones heurísticas de Granville y Pintz que sugieren que {\displaystyle g_{n}>{\frac {2-\varepsilon }{e^{\gamma }}}(\log p_{n})^{2}>(1.1229-\varepsilon )(\log p_{n})^{2}} infinitamente a menudo para cualquier {\displaystyle \varepsilon >0,} donde {\displaystyle \gamma } denota la constante de Euler-Mascheroni.
La conjetura de Polignac afirma que cada número par positivo k aparece como un hueco entre primos infinitamente. El caso k = 2 es el de los números primos gemelos.
La conjetura aún no ha sido probada ni refutada para ningún valor específico de k, pero las mejoras en el resultado de Zhang discutidas anteriormente prueban que es verdadera para al menos un valor (actualmente desconocido) de k ≤ 246.

## Como función aritmética
La brecha gn entre el nésimo y el (n+ 1)º número primo es un ejemplo de función aritmética. En este contexto, generalmente se denota dn y se llama función de diferencia de primos. La función no es ni multiplicativa ni additiva.